# Ramche (Sindhulpalchok)
Pour les articles homonymes, voir Ramche.
Ramche (en népalais : राम्चे) est un comité de développement villageois du Népal situé dans le district de Sindhulpalchok. Au recensement de 2011, il comptait 4 092 habitants